# Nicolai Mohr
Nicolai Mohr, född den 22 november 1742 i Thorshavn på Färöarna, död den 4 februari 1790, var en dansk natur- och språkforskare.
Mohr lämnade skolan i sin hemstad 1765 och blev 1780 sänd till Island på kunglig bekostnad, närmast för att söka efter kaolin till porslinsfabriken; han vände tillbaka följande år, men blev 1786 beordrad till att delta som naturexpert i Løvenørns expedition till Grönlands österbygd. År 1786 blev han kontrollör vid porslinsfabriken och dog på denna post, efterlämnande änkan Anna Cathrine, född Pedersen.
Han utgav Forsøg til en islandsk Naturhistorie med 7 tavlor (1786), i vilken det särskilt lämnas goda bidrag till de nordiska fåglarnas biologi, och Om Maaden, hvorpaa Færøenserne, Skotterne og Indbyggerne paa Hetland fange Yngelen af Sejen ("Islandske Litteraturselskabets skrifter" III).
Innan resan till Island hade Mohr med kungligt understöd gjort en treårig undersökningsresa till Färöarna (1776-78) och insamlat ett betydande material till en fysisk beskrivning av öarna, vilket sedan kom hans vän och studiekamrat J.C. Svabo till godo när denne utarbetade sin stora reseberättelse till Rentekammeret. 
Samarbetet mellan dessa två flitiga och kunniga färingar hade inletts på Regensen, där kontubernalerna i förening lade grunden till det fortjänstfulla stora färöiska ordboksarbete, som de senare fortsatte och utökade var för sig.